# Mare de Déu del Roser de la Colònia Gomis
Mare de Déu del Roser de la Colònia Gomis és una església del municipi de Monistrol de Montserrat (Bages) protegida com a bé cultural d'interès local.

## Descripció
És una església d'estil neoromànic concebuda al segle xx com un exemplar pur de les formes romàniques del segle xi sintetitzant grans aportacions del romànic català de diferents llocs per tal d'aconseguir un prototipus d'església romànica. L'estil emprat dins les formes historicistes és el Primer Romànic o Romànic Llombard: té arcuacions cegues, bandes llombardes, arcs de mig punt, voltes de canó, campanar de pisos i separat de l'església i carreus regulars col·locats a trencajunt. El cimbori que corona el transsepte forma una planta de creu llatina que tendeix a la creu grega. Té tres absis en degradació i el central té tres absidioles.

## Història
L'església neoromànica de la Mare de Déu del Roser de la Colònia Gomis fou inaugurada l'any 1930 i és obra de l'arquitecte manresà Alexandre Soler i March. Fou l'última obra del conjunt de la Colònia format per la fabrica, els grups d'habitatges pels treballadors i el conjunt de l'església amb les dependències religioses. La Colònia havia estat fundada l'any 1891 per l'industrial manresà Francesc Gomis i Soler i es dedica fins als últims anys a filats i teixits de cotó.